# Elvira (nombre)
Elvira es un nombre propio femenino de origen germánico, cuyo significado es lanza amable. Deriva de términos germánicos cuyos significados son "noble" y "protección" y probablemente sea un derivado del nombre Adalvira, nombre que se ha visto mucho en la historia de Alemania.

## Santoral
25 de enero: Santa Elvira, virgen de Austrasia, en Renania). Siglo XII.

## Origen
La hipótesis más aceptada es que sea la forma española de un nombre germánico visigodo de incierta identificación: podría tratarse de Gelvira, formado por gails ("lanza") y wers ("amiga" o "amigable"), dando "amiga de la lanza" o "lanza amable", parecido al topónimo Alovera, compuesto de al ("todo") y wer ("verdadero").
Otras interpretaciones: siempre en el ámbito del origen germánico, algunas fuentes proponen como origen el término alf, "elfo", otras fuentes proponen el significado "dama forestal", pero sin especificar etimología.

## Variantes
| Variantes en otras lenguas | Variantes en otras lenguas |
| -------------------------- | -------------------------- |
| Español                    | Elvira                     |
| Alemán                     | Elvira                     |
| Catalán                    | Elvira                     |
| Checo                      | Elvíra                     |
| Eslovaco                   | Elvíra                     |
| Euskera                    | Elbire                     |
| Francés                    | Elvire                     |
| Holandés                   | Elvira                     |
| Inglés                     | Elvira                     |
| Italiano                   | Elvira                     |
| Polaco                     | Elwira                     |
| Portugués                  | Elvira                     |
| Ruso                       | Эльвира (El'vira)          |